# Lesley McNaught
Pour les articles homonymes, voir McNaught.
Lesley McNaught ou Lesley McNaught-Mändli, née le 10 février 1964 à Hinckley (Angleterre) et morte le 26 décembre 2023, est une cavalière britannico-suisse de saut d'obstacles.

## Biographie
Lesley McNaught est née et a grandi en Angleterre. Par mariage, elle obtient la nationalité suisse et représente le pays dès ses débuts en compétition internationale. En 1991 et 2005, elle remporte le championnat suisse. Outre sa carrière en saut d'obstacles, elle participait à des courses et devint championne d'Europe.
Après une participation aux Jeux olympiques d'été de 1992 à Barcelone, elle remporte la médaille d'argent par équipe aux Jeux olympiques d'été de 2000 à Sydney.
Elle est la belle-sœur du cavalier Beat Mändli.